# Ecnomiohyla echinata
Ecnomiohyla echinata е вид земноводно от семейство Дървесници (Hylidae). Видът е критично застрашен от изчезване.

## Разпространение
Видът е ендемичен за Сиера Хуарес, Оахака, Мексико.